# Mandel-Täubling
Der Mandel-Täubling (Russula grata, Syn.: Russula laurocerasi) ist eine Pilzart aus der Familie der Täublingsverwandten (Russulaceae). Der Täubling ähnelt stark dem nah verwandten Stink-Täubling. Seine braungelben und stark nach Bittermandelaroma riechenden Fruchtkörper erscheinen von Juli bis Oktober in Laubwäldern.

## Merkmale

### Makroskopische Merkmale
Der 6–10 cm breite Hut ist jung kugelig, später gewölbt bis flach ausgebreitet und in der Mitte bisweilen leicht vertieft. Die Hutfarbe ist bräunlich-gelb in verschiedenen Abstufungen von senf-  über  orangegelb bis ocker. Bei Nässe ist die Huthaut schleimig, sie lässt sich vom Rand her bis etwa zur Hälfte abziehen, der Hutrand ist stark körnig gerieft.
Die Lamellen sind an den Stiel angeheftet, sie stehen mehr oder weniger dicht, manchmal sind sie in der Nähe des Stiels gegabelt. Sie sind weißlich bis cremefarben und im Alter oft rostfleckig. Das Sporenpulver ist cremefarben.
Der Stiel wird 8–10 cm lang und 1–3 cm dick. Er ist weiß und an der Basis gelb- bis rötlich-braun gefleckt, trocken, mehr oder weniger glatt und wird im Alter oft hohlkammrig. Das Fleisch ist weiß und verändert seine Farbe auch bei Verletzung nicht. Der  Geruch des Pilzes ist aromatisch, er erinnert an Maraschinolikör, Bittermandelaroma oder Benzaldehyd. Werden die Lamellen zerrieben, tritt ein widerlicher Geruch auf, der Geschmack ist scharf und unangenehm.  Mit Kaliumhydroxid verfärbt sich die Hutoberfläche rosa bis orange, mit Eisensulfat zeigt sich am Stiel keine oder seltener eine rosa oder orange Verfärbung.

### Mikroskopische Merkmale
Die Sporen sind breit elliptisch bis rundlich, 7–11 µm × 7–9 µm groß, mit auffallend groben flügelartigen Graten, die 1–2,5 µm hoch werden können. Die Warzen sind durch Grate und Linien miteinander zu einem teilweisen bis fast vollständigen Netzwerk verbunden. Die Pleurozystiden lassen sich mit Sulfovanillin anfärben.
Die Huthaut (Pileipellis) besteht aus Hyphen, die in eine gelatinöse Matrix eingebunden sind. Die Pileozystiden sind keulig bis spindelförmig oder leicht kopfig und erscheinen in Kalilauge ockergelb. Sie reagieren ebenfalls mit Sulfovanillin.

## Artabgrenzung
Durch seinen auffälligen Mandelduft lässt sich der Mandel-Täubling in der Regel gut von den meisten anderen Täublingsarten der Subsektion Foetentinae unterscheiden. Nur der sehr seltene Starkduftende Stink-Täubling (Russula fragrantissima) ist sehr schwer abzugrenzen. Er ist tendenziell etwas größer und stämmiger und besitzt einen noch intensiveren Anis- oder Mandelcremeduft. Der Hutrand ist kaum höckrig und weniger stark gerieft. Im Alter riecht der Pilz ausgesprochen widerlich. Eine halbwegs sichere Abgrenzung ist allerdings nur mit den Mikroskop möglich. Die Warzen der Sporen sind weniger hoch (bis 2 µm) und nur teilweise kammartig miteinander verbunden.
Auch der seltene Morse-Täubling ist sehr ähnlich. Er unterscheidet sich vor allem durch den violett-grauen Hutschleim und die schwarz oder braun-violett punktierten Lamellenschneiden. Geruchlich steht er zwischen dem Stink-Täubling und dem Mandel-Täubling.

## Ökologie
Der Mandel-Täubling ist wie alle Täublinge ein Mykorrhiza-Pilz, der fast ausschließlich mit Rotbuche, seltener mit anderen Laubbäumen wie Eichen und Hainbuchen Symbiosen eingeht. Die Art kommt in Rotbuchen-Mischwäldern, seltener in Hainbuchen-Eichenwäldern, in Waldrandgesellschaften und in Parks oder auf Friedhöfen vor. Bevorzugt werden frische bis mäßig feuchte, schwach saure bis mäßig basische Böden mit schwacher bis reichlicher Humusversorgung und ausreichendem Basen- und Nährstoffangebot. Die Fruchtkörper erscheinen in Mitteleuropa von Juli bis Oktober.

## Verbreitung

Europäische Länder mit Fundnachweisen des Mandel-Täublings.
Legende:
Länder mit Fundmeldungen
Länder ohne Nachweise
keine Daten
außereuropäische Länder

Der holarktisch verbreitete Mandel-Täubling kommt in Nordasien (Ostsibirien, Russland-Fernost, Korea, Japan), Nord- und Mittelamerika (Kanada, USA, Mexiko, Costa Rica), Nordafrika (Marokko) und Europa vor. In Europa reicht das Verbreitungsgebiet von Südeuropa bis zu den Hebriden und ins südliche Norwegen und Finnland.
In Deutschland ist die Art insgesamt nicht selten, zeigt aber deutliche Rückgangstendenzen.

## Systematik
Der Mandel-Täubling gehört zur Russula-foetida-Gruppe (Untersektion Foetentinae), einer Gruppe von Täublingen, deren Hut braun bis grau gefärbt und deren Hutrand stark gefurcht ist. Die Täublinge haben meist einen starken Geruch. Nahe verwandte Arten sind der Stink- und der Morse-Täubling.

## Bedeutung
Der Mandel-Täubling ist kein Speisepilz und gilt als ungenießbar.